# Carpentras
Carpentras je město ve Francii s přibližně 30 000 obyvateli. Nachází se v departementu Vaucluse 25 km severovýchodně od Avignonu, protéká jím řeka Auzon. Pro turisty je město základnou k výpravám na horu Mont Ventoux.
V dobách starého keltského osídlení bylo město nazývané Karpenton a římané jej nazývali Forum Neronis.

## Historie
V prvním tisíciletí před naším letopočtem zde sídlili Keltové, kteří dali městu jméno Karpenton (podle vozíku taženého koňmi). Římané je nazvali Forum Neronis, v centru města se zachoval vítězný oblouk z doby císaře Tiberia. Existence carpentraského biskupství je doložena od 5. století. Roku 1320 se Carpentras stal hlavním městem Venaissinského hrabství a sídlil zde papež Klement V. Město bylo známé také díky početné židovské komunitě, zdejší synagoga byla založena v roce 1367 a patří k nejstarším ve Francii. Další významnou památkou je katedrála sv. Siffreina, na jejíž stavbě se v letech 1405 až 1531 podílelo sedm architektů. V 18. století byla založena biskupská knihovna Bibliothèque Inguimbertine, která s 220 000 svazky patří k největším ve Francii. Od roku 2017 sídlí v budově bývalého špitálu Hôtel-Dieu de Carpentras.

## Ekonomika
Město je obklopeno úrodnou oblastí, kde se pěstuje vinná réva, jahody, meruňky a melouny. Carpentras proslul díky hlavnímu francouzskému trhu s lanýži, který se koná každý pátek v období od listopadu do března. Místní specialitou jsou bonbony zvané berlingot.

## Kultura
Od roku 2011 Carpentras hostí festival izraelského filmu.

## Zajímavost
Dne 28. června 2019 byla v Carpentrasu naměřena teplota 44,3 °C.

## Rodáci
- Elzéar Genet zvaný Carpentras (1470–1548), hudební skladatel
- Joseph Duplessis (1725–1802), malíř
- François-Vincent Raspail (1794–1878), přírodovědec
- Édouard Daladier (1884–1970), politik
- Michel Modo (1937–2008), komik